# Miconia huberi
Miconia huberi är en tvåhjärtbladig växtart som beskrevs av John Julius Wurdack. Miconia huberi ingår i släktet Miconia och familjen Melastomataceae. Inga underarter finns listade i Catalogue of Life.